# Capture (reality show)
Capture fue un reality show estadounidense producido y transmitido por The CW, fue presentado por Luke Tipple y fue estrenado el día 30 de julio de 2013. El reality está basado en el libro de ciencia ficción Los juegos del hambre escrito por Suzanne Collins.

## Formato
12 equipos de 2 personas son dejados inicialmente en un desierto (llamado La Arena) donde deben residir durante un mes. Los concursantes son poseen comodidades, agua ni refugio, por lo que deben confiar en sus habilidades para poder sobrevivir. Cada equipo intenta defender su lugar en la competencia. El equipo ganador obtiene un gran premio de USD$ 250.000.

## Capture
- 30 de julio de 2013 — 25 de septiembre de 2013.

Fue estrenado y emitido en The CW, en julio de 2013. La primera edición del reality estuvo presentada por Luke Tipple estrenándose el 30 de julio de 2013.

### Equipos
Los concursantes de la primera edición fueron los siguientes:
| Participantes |                    |      |                  |
| Participantes | Concursante        | Edad | Información      |
| ------------- | ------------------ | ---- | ---------------- |
| Participantes | Antoine Burton     | 21   | Ganadores        |
| Participantes | Kareem Dawson      | 21   | Ganadores        |
| Participantes | Jade Ramsey        | 25   | 11.as Eliminadas |
| Participantes | Nikita Ramsey      | 25   | 11.as Eliminadas |
| Participantes | Rob Anderson       | 25   | 10.os Eliminadas |
| Participantes | Jacob Kosior       | 26   | 10.os Eliminadas |
| Participantes | Kaliesha West      | 25   | 9.os Eliminados  |
| Participantes | Matt Rosado        | 23   | 9.os Eliminados  |
| Participantes | Arlynn Ilgenfritz  | 29   | 8.as Eliminadas  |
| Participantes | Kirsten Rechnitz   | 29   | 8.as Eliminadas  |
| Participantes | Sabrina Pomilio    | 24   | 7.as Eliminadas  |
| Participantes | Noelle Prideaux    | 25   | 7.as Eliminadas  |
| Participantes | Chris Wallace      | 25   | 6.os Eliminados  |
| Participantes | Nick Wallace       | 23   | 6.os Eliminados  |
| Participantes | James Wallington   | 23   | 5.os Eliminados  |
| Participantes | Rebecca Wallington | 21   | 5.os Eliminados  |
| Participantes | Eric Praxedes      | 27   | 4.os Eliminados  |
| Participantes | Shane Steinman     | 27   | 4.os Eliminados  |
| Participantes | Erica Madrid       | 21   | 3.os Eliminados  |
| Participantes | Ryan Ford          | 25   | 3.os Eliminados  |
| Participantes | Tremana White      | 23   | 2.os Eliminados  |
| Participantes | Jarick Walker      | 24   | 2.os Eliminados  |
| Participantes | Kellee Edwards     | 26   | 1.os Eliminados  |
| Participantes | Marlina Moreno     | 30   | 1.os Eliminados  |

### Etapas
|  | Antoine & Kareem | Salvados   | Salvados   | Salvados   | Cazadores  | Salvados   | Salvados   | Salvados   | Salvados   | Salvados   | Salvados   | Ganadores  |  |  |  |  |  |  |
|  | Jade & Nikita    | Salvados   | Salvados   | Salvados   | Salvados   | Cazadores  | Salvados   | Salvados   | Capturados | Capturados | Capturados | Capturados |  |  |  |  |  |  |
|  | Rob & Jacob      | Salvados   | Cazadores  | Capturados | Salvados   | Salvados   | Capturados | Salvados   | Salvados   | Salvados   | Eliminados |            |  |  |  |  |  |  |
|  | Kaliesha & Matt  | Salvados   | Salvados   | Ganadores  | Salvados   | Salvados   | Salvados   | Salvados   | Salvados   | Eliminados |            |            |  |  |  |  |  |  |
|  | Arlynn & Kirsten | Salvados   | Capturados | Salvados   | Salvados   | Salvados   | Salvados   | Salvados   | Eliminados |            |            |            |  |  |  |  |  |  |
|  | Sabrina & Noelle | Salvados   | Salvados   | Salvados   | Capturados | Capturados | Salvados   | Eliminados |            |            |            |            |  |  |  |  |  |  |
|  | Chris & Nick     | Salvados   | Salvados   | Salvados   | Salvados   | Salvados   | Eliminados |            |            |            |            |            |  |  |  |  |  |  |
|  | James & Rebecca  | Capturados | Salvados   | Salvados   | Ganadores  | Eliminados |            |            |            |            |            |            |  |  |  |  |  |  |
|  | Eric & Shane     | Salvados   | Salvados   | Cazadores  | Eliminados |            |            |            |            |            |            |            |  |  |  |  |  |  |
|  | Ryan & Erica     | Cazadores  | Ganadores  | Eliminados |            |            |            |            |            |            |            |            |  |  |  |  |  |  |
|  | Tremana & Jarick | Salvados   | Eliminados |            |            |            |            |            |            |            |            |            |  |  |  |  |  |  |
|  | Kellee & Marlina | Eliminados |            |            |            |            |            |            |            |            |            |            |  |  |  |  |  |  |

### Audiencias
| N.º | Título                     | Fecha de emisión         | Audiencia          |
| --- | -------------------------- | ------------------------ | ------------------ |
| 1   | "The Hunt Begins"          | 30 de julio de 2013      | 970.000 [0,4/ 1]   |
| 2   | "Hunger Strikes"           | 6 de agosto de 2013      | 970.000 [0,3/ 1]   |
| 3   | "The Blue Devils"          | 13 de agosto de 2013     | 790.000 [0,3/ 1]   |
| 4   | "Angel With a Broken Wing" | 20 de agosto de 2013     | 1.040.000 [0,4/ 1] |
| 5   | "Double Jeopardy"          | 27 de agosto de 2013     | 1.070.000 [0,4/ 1] |
| 6   | "Reversal of Fortune"      | 3 de septiembre de 2013  | 920.000 [0,3/ 1]   |
| 7   | "Call of the Wild"         | 10 de septiembre de 2013 | 990.000 [0,4/ 1]   |
| 8   | "The Peanut Butter Pact"   | 17 de septiembre de 2013 | 1.070.000 [0,5/ 1] |
| 9   | "Sabotage!"                | 24 de septiembre de 2013 | 720.000 [0,2/ 1]   |
| 10  | "The Final Countdown"      | 25 de septiembre de 2013 | 630.000 [0,2/ 1]   |

## Palmarés «Capture»
| Edición                    | Inicio              | Término                  | Ganadores        | Segundos      | Terceros    |
| -------------------------- | ------------------- | ------------------------ | ---------------- | ------------- | ----------- |
| Primera edición: Capture 1 | 30 de julio de 2013 | 25 de septiembre de 2013 | Antoine & Kareem | Jade & Nikita | Rob & Jacob |